# Botanophila trilineata
Botanophila trilineata este o specie de muște din genul Botanophila, familia Anthomyiidae. A fost descrisă pentru prima dată de Stein în anul 1898. Conform Catalogue of Life specia Botanophila trilineata nu are subspecii cunoscute.